# 極東共和国人民海軍
極東共和国人民革命海軍（きょくとうきょうわこくじんみんかいぐん；ロシア語:Народно-революционный флот Дальневосточной Республики）は、極東共和国が保有した海軍である。正式には、当初は極東共和国海軍（きょくとうきょうわこくかいぐん；Морские силы Дальневосточной Республики）と称しており、のちに人民革命海軍（じんみんかくめいかいぐん；Народно-революционный флот）と名を改めた。

## 概要
1920年4月6日、ロシア社会主義連邦ソヴィエト共和国と大日本帝国の緩衝地帯に極東共和国が建国されると、それまでの赤色アムール河川小艦隊とバイカル警備船隊、シベリア小艦隊から極東共和国海軍が設立された。司令部は、チタに置かれた。
構成小艦隊の中ではシベリア小艦隊が最も強力であったが、1921年5月26日にその根拠地であるウラジオストクで白軍派によるクーデターが成功し、これ以降シベリア小艦隊は白色艦隊側へ寝返った。そして、反赤軍作戦に従事するようになった。この頃、日本による抑留と武装解除から復興しつつあったアムール河川小艦隊は、2 隻のモニター艦（シュトールム、ウラガーン）、3 隻の砲艦（シビリャーク、ヴォグール、カルムィーク）、4 隻の武装蒸気船、2 隻の浮き砲台を保有しており、実質極東共和国海軍の主力となった。
1922年1月には名称を人民革命海軍と改め、司令部もブラゴヴェシチェンスクに移動した。同年7月には、さらにハバロフスクへ移動した。
1922年11月までにハバロフスクに根拠地を置くアムール河川小艦隊や、ウラジオストク主要軍港、太平洋特務船舶分遣隊を編入した。
極東共和国がロシア社会主義連邦ソヴィエト共和国へ併合されたあとの1922年11月16日には、極東赤色海軍（Красный флот на Дальнем Востоке）と名を改め、1932年には極東海軍（Морские силы Дальнего Востока）となった。1935年には、太平洋艦隊（Тихоокеанский флот）と名称を改めた。